# Saison 1989-1990 du Stade Malherbe Caen
Chronologie
Saison précédente Saison suivante
En 1989-1990, le Stade Malherbe de Caen évolue en première division pour la deuxième saison consécutive. 
Les dirigeants tentent de recruter des joueurs expérimentés mais seul Michel Rio se montre à la hauteur. En décembre, après un début de saison décevant, Nouzaret, au caractère difficile, est écarté au profit du Suisse Daniel Jeandupeux. 
Si l'équipe obtient de bons résultats à Venoix, le parcours à l'extérieur est calamiteux (5 matchs nuls et 14 défaites). Caen obtient tout de même un nouveau maintien en division 1.

## Transferts

### Arrivées
| Nom             | Poste     | Nationalité sportive | Transfert | Provenance                |
| --------------- | --------- | -------------------- | --------- | ------------------------- |
| Jean-Yves Hours | Gardien   | France               | Transfert | Montpellier HSC           |
| Sergio Panzardo | Défenseur | Uruguay              | Transfert | Club Atlético Bella Vista |
| Éric Péan       | Défenseur | France               | Transfert | Girondins de Bordeaux     |
| Loïc Pérard     | Défenseur | France               | Transfert | Racing Paris              |
| Michel Rio      | Milieu    | France               | Transfert | FC Metz                   |
| Éric Dewilder   | Milieu    | France               | Transfert | Girondins de Bordeaux     |
| Hubert Fournier | Milieu    | France               | Transfert | US Maubeuge               |
| Olivier Pickeu  | Attaquant | France               | Transfert | INF Fontainebleau         |

### Départs
| Nom               | Poste     | Nationalité sportive | Transfert | Destination   |
| ----------------- | --------- | -------------------- | --------- | ------------- |
| Michel Bensoussan | gardien   | France               | transfert | Paris SG      |
| Hervé Florès      | attaquant | France               | transfert | FC Bourges    |
| Alain Zemb        | attaquant | France               | transfert | USL Dunkerque |
| Daniel Léopoldès  | défenseur | France               | transfert | Red Star      |
| José Pastinelli   | défenseur | France               | transfert | SC Bastia     |
| William N'Jo Léa  | attaquant | France               | arrêt     |               |

## Effectif

### Joueurs utilisés
| Joueur             | D1     | D1   |
| Joueur             | Matchs | Buts |
| ------------------ | ------ | ---- |
| Philippe Montanier | 38     | 0    |

| Joueur                 | D1 | D1 |
| Joueur                 | M  | B  |
| ---------------------- | -- | -- |
| Éric Bala              | 11 | 3  |
| Jean-François Domergue | 3  | 1  |
| Pape Fall              | 27 | 0  |
| Jean-Pierre Avrillon   | 23 | 0  |
| Sergio Panzardo        | 14 | 0  |
| Éric Péan              | 28 | 0  |
| Loïc Pérard            | 28 | 0  |
| Hubert Fournier        | 32 | 0  |

| Joueur           | D1 | D1 |
| Joueur           | M  | B  |
| ---------------- | -- | -- |
| Rudi Garcia      | 28 | 0  |
| Olivier Pichard  | 23 | 1  |
| Franck Dumas     | 36 | 2  |
| Eric Dewilder    | 27 | 1  |
| Christophe Point | 28 | 0  |
| Graham Rix       | 26 | 1  |
| Jacques Philip   | 3  | 0  |
| Michel Rio       | 37 | 3  |

| Joueur           | D1 | D1 |
| Joueur           | M  | B  |
| ---------------- | -- | -- |
| Brian Stein      | 26 | 5  |
| Yvan Lebourgeois | 27 | 2  |
| Fabrice Divert   | 38 | 15 |
| Olivier Pickeu   | 8  | 0  |

## Les rencontres de la saison

### Championnat de première division
| Date       | Journée | Adversaire             | Lieu | Score | Buteurs SMC          | Class. | Public |
| ---------- | ------- | ---------------------- | ---- | ----- | -------------------- | ------ | ------ |
| 22/07/1989 | 1re     | LOSC Lille Métropole   | Ext. | 1 - 0 |                      | 16e    | 7 257  |
| 29/07/1989 | 2e      | AS Saint-Etienne       | Dom. | 3 - 2 | Divert (2), Domergue | 8e     |        |
| 02/08/1989 | 3e      | SC Toulon              | Ext. | 2 - 0 |                      | 17e    | 10 000 |
| 05/08/1989 | 4e      | Stade brestois         | Ext. | 2 - 1 | Dumas                | 20e    | 6 782  |
| 12/08/1989 | 5e      | AS Monaco FC           | Dom. | 1 - 1 | Dewilder             | 18e    | 10 711 |
| 19/08/1989 | 6e      | AS Cannes              | Ext. | 3 - 1 | Divert               | 19e    | 7 353  |
| 26/08/1989 | 7e      | Girondins de Bordeaux  | Dom. | 1 - 0 | Divert               | 18e    | 12 138 |
| 30/08/1989 | 8e      | AJ Auxerre             | Ext. | 3 - 0 |                      | 19e    |        |
| 09/09/1989 | 9e      | FC Nantes              | Dom. | 2 - 0 |                      | 17e    |        |
| 16/09/1989 | 10e     | FC Metz                | Ext. | 0 - 0 |                      | 15e    | 11 583 |
| 23/09/1989 | 11e     | FC Mulhouse            | Dom. | 1 - 0 | Lebourgeois          | 13e    |        |
| 30/09/1989 | 12e     | Olympique lyonnais     | Ext. | 2 - 1 | Stein                | 16e    | 14 927 |
| 04/10/1989 | 13e     | Paris Saint-Germain    | Dom. | 2 - 0 | Stein, Rio           | 10e    |        |
| 14/10/1989 | 14e     | Toulouse FC            | Ext. | 2 - 1 | Stein                | 16e    | 10 505 |
| 21/10/1989 | 15e     | OGC Nice               | Dom. | 1 - 1 | Divert               | 15e    |        |
| 28/10/1989 | 16e     | FC Sochaux-Montbéliard | Ext. | 5 - 0 |                      | 17e    | 5 000  |
| 04/11/1989 | 17e     | Montpellier HSC        | Dom. | 3 - 2 | Stein (2), Rio       | 14e    | 10 143 |
| 08/11/1989 | 18e     | RC Paris               | Ext. | 0 - 0 |                      | 15e    | 4 575  |
| 11/11/1989 | 19e     | Olympique de Marseille | Dom. | 0 - 2 |                      | 16e    | 15 160 |
| 25/11/1989 | 20e     | AS Saint-Etienne       | Ext. | 0 - 0 |                      | 15e    | 11 772 |
| 03/12/1989 | 21e     | SC Toulon              | Dom. | 2 - 2 | Bala, Rio            | 15e    | 7 320  |
| 10/12/1989 | 22e     | Stade brestois         | Dom. | 2 - 1 | Bala (2)             | 13e    | 7 382  |
| 17/12/1989 | 23e     | AS Monaco FC           | Ext. | 2 - 1 | Divert               | 16e    | 3 583  |
| 04/02/1990 | 24e     | AS Cannes              | Dom. | 1 - 0 | Divert               | 14e    | 7 605  |
| 11/02/1990 | 25e     | Girondins de Bordeaux  | Ext. | 2 - 1 | Divert               | 16e    | 14 443 |
| 21/02/1990 | 26e     | AJ Auxerre             | Dom. | 1 - 0 | Divert               | 13e    | 9 939  |
| 25/02/1990 | 27e     | FC Nantes              | Ext. | 0 - 0 |                      | 13e    | 6 000  |
| 03/03/1990 | 28e     | FC Metz                | Dom. | 1 - 0 | Divert               | 11e    | 8 196  |
| 17/03/1990 | 29e     | FC Mulhouse            | Ext. | 0 - 0 |                      | 10e    | 6 000  |
| 24/03/1990 | 30e     | Olympique lyonnais     | Dom. | 1 - 1 | Divert               | 12e    | 9 413  |
| 31/03/1990 | 31e     | Paris Saint-Germain    | Ext. | 3 - 1 | Lebourgeois          | 14e    | 15 000 |
| 07/04/1990 | 32e     | Toulouse FC            | Dom. | 0 - 1 |                      | 16e    | 8 371  |
| 14/04/1990 | 33e     | OGC Nice               | Ext. | 1 - 0 |                      | 17e    | 5 727  |
| 21/04/1990 | 34e     | FC Sochaux-Montbéliard | Dom. | 1 - 1 |                      | 16e    | 8 358  |
| 28/04/1990 | 35e     | Montpellier HSC        | Ext. | 5 - 1 | Divert               | 17e    | 7 886  |
| 05/05/1990 | 36e     | RC Paris               | Dom. | 1 - 0 | Divert               | 17e    | 9 489  |
| 12/05/1990 | 37e     | Olympique de Marseille | Ext. | 1 - 0 |                      | 17e    | 38 048 |
| 19/05/1990 | 38e     | LOSC Lille Métropole   | Dom. | 2 - 0 | Divert, Pichard      | 16e    | 11 214 |

### Coupe de France
| Date       | Tour          | Adversaire                              | Lieu   | Score | Buteurs SMC | Public |
| ---------- | ------------- | --------------------------------------- | ------ | ----- | ----------- | ------ |
| 17/02/1990 | 32e de finale | Gazélec Football Club Olympique Ajaccio | Bastia | 1-0   |             | 1 280  |